# Schweizerischer Wissenschaftsrat
Der Schweizerische Wissenschaftsrat SWR wurde am 26. März 1965 gegründet. Von 2000 bis 2013 hiess er Schweizerischer Wissenschafts- und Technologierat SWTR, von 2014 bis 2017 Schweizerischer Wissenschafts- und Innovationsrat SWIR. Er führt seit 2018 wieder den Gründungsnamen.

## Organisation
Die Rechtsform ist die einer ausserparlamentarischen Kommission, Rechtsgrundlage sind insbesondere Artikel 54 und 55 des Bundesgesetzes über die Förderung der Forschung und Innovation (FIFG).
Neben der Präsidentin Sabine Süsstrunk besteht der Rat aus maximal 14 weiteren Mitgliedern (Professorinnen und Professoren unterschiedlicher Fachdisziplinen). Die Geschäftsstelle wird von Lukas Zollinger geleitet, fünf Personen sind als wissenschaftliche Beratende, zwei im Informationsdienst und zwei in der Administration beim SWR tätig. Die Geschäftsstelle beschäftigt häufig zusätzlich eine Hochschulpraktikantin / einen Hochschulpraktikanten.

## Aufgaben
Der SWR berät den Bund mit dem Ziel einer "kontinuierlichen Verbesserung von Bildung, Forschung und Innovation in der Schweiz". Er publiziert regelmässig Berichte und Studien über aktuelle wissenschaftspolitische Fragestellungen.
Im Auftrag des Bundesrates oder aus eigener Initiative gibt der SWR Stellungnahmen ab zu einzelnen Vorhaben oder Problemen im Bildungs-, Forschungs- und Innovationsbereich (BFI). Darüber hinaus ist er als Evaluationsgremium tätig. Der Informationsdienst erarbeitet Informationen zu Themen des BFI-Bereichs in der Schweiz und im Ausland. 
Das Arbeitsprogramm des SWR für die Jahre 2024 bis 2027 befasst sich mit der Meisterung aktueller Herausforderungen, der Governance von Bildung, Forschung und Innovation im (inter-)nationalen Kontext sowie der Forschung und Innovation der Zukunft. Hinzu kommen Evaluationen, Begutachtungen und Wirkungsprüfungen.

## Präsidenten und Präsidentinnen
- Max Imboden (1965–1968)
- Karl Schmid (1969–1972)
- Hugo Aebi (1973–1978)
- Gerhard Huber (1979–1982)
- Peter Saladin (1983, ad interim)
- Bernhard Schnyder (1984–1987)
- Verena Meyer (1988–1999)
- Gottfried Schatz (2000–2003)
- Susanne Suter (2004–2011)
- Astrid Epiney (2012–2015)
- Gerd Folkers (2016–2020)
- Sabine Süsstrunk (2021–heute)